# 肯氏兽属
肯氏獸屬（以最初發現化石的南非古生物學家 Daniel Kannemeyer 博士為名）是種大型二齒獸類動物，屬於肯氏獸科，是三疊紀的第一批大型草食性動物之一。牠們存活在三疊紀早期到三疊紀中期（奧倫尼克階晚期到安尼階中期）。

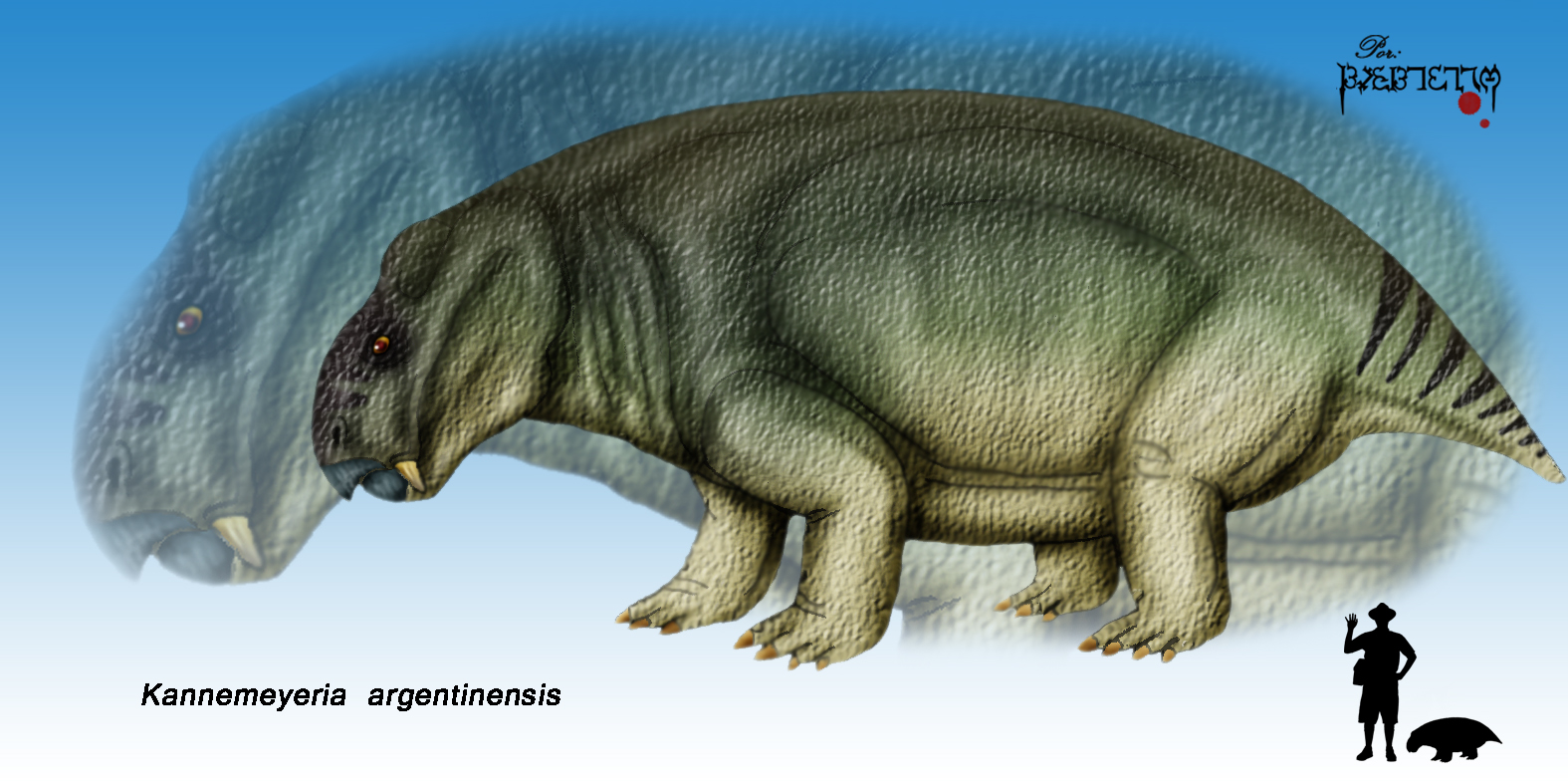
肯氏獸與人類的體型比較圖

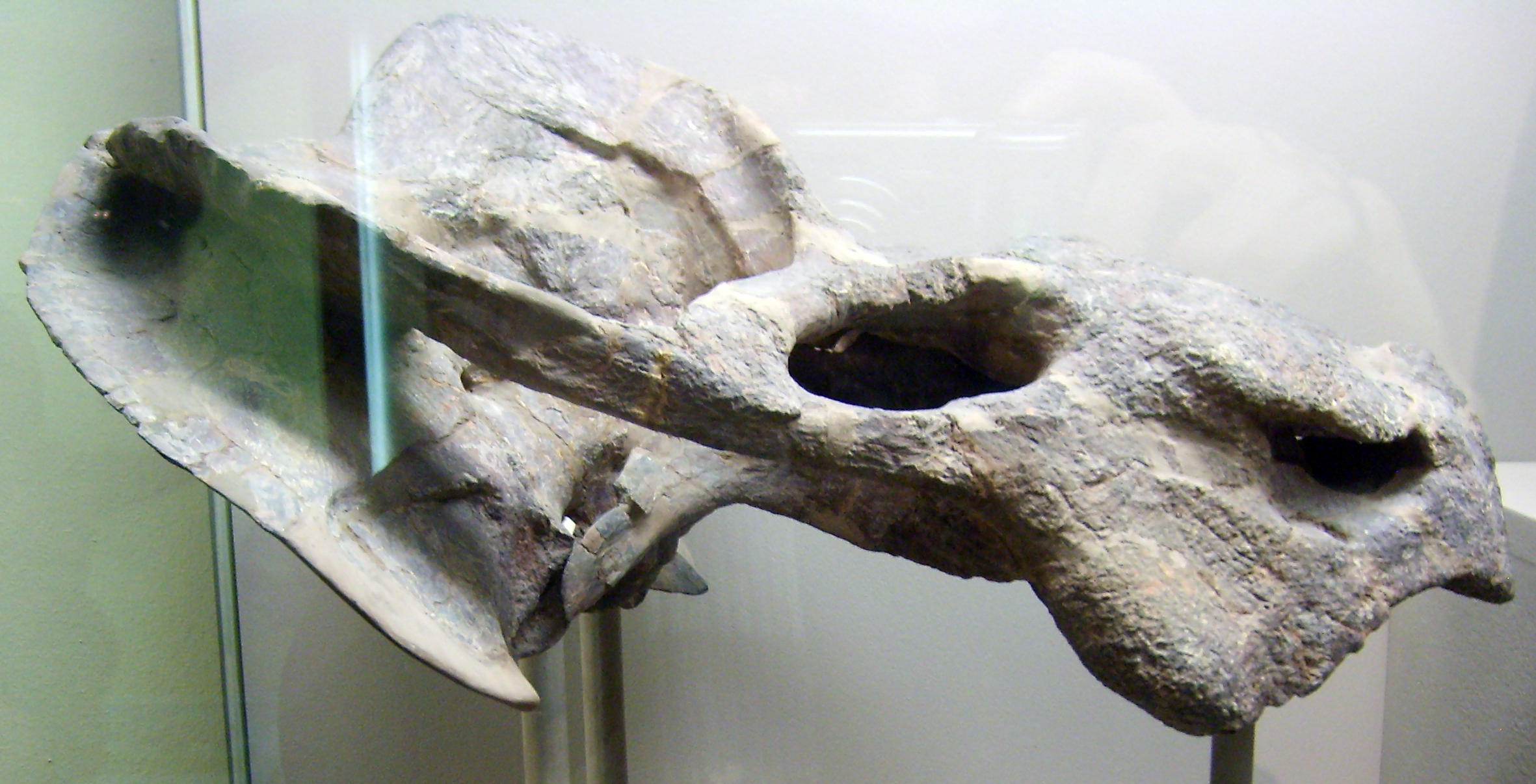
K. simocephalus的頭顱骨

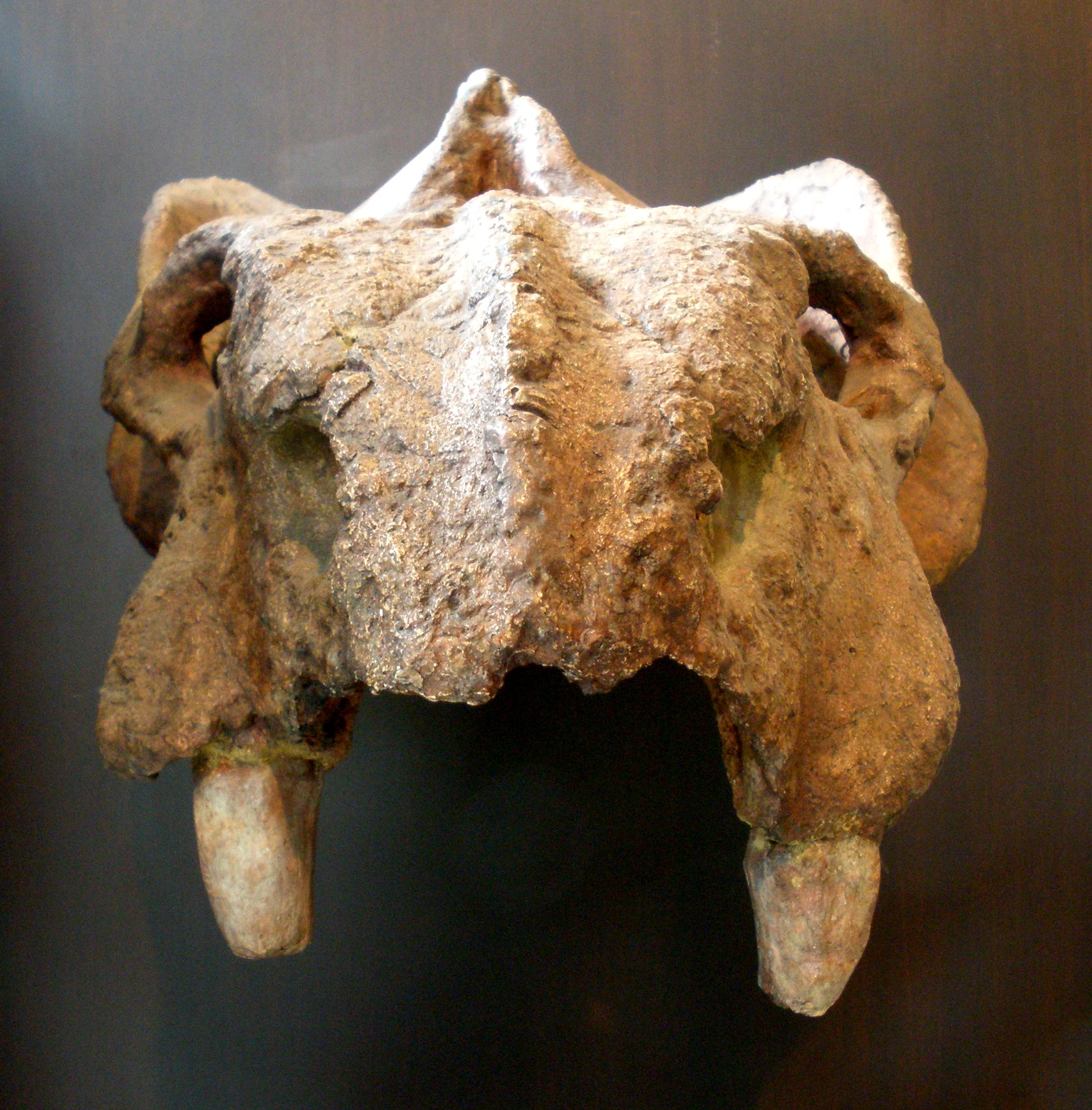
K. erithrea的頭顱骨化石

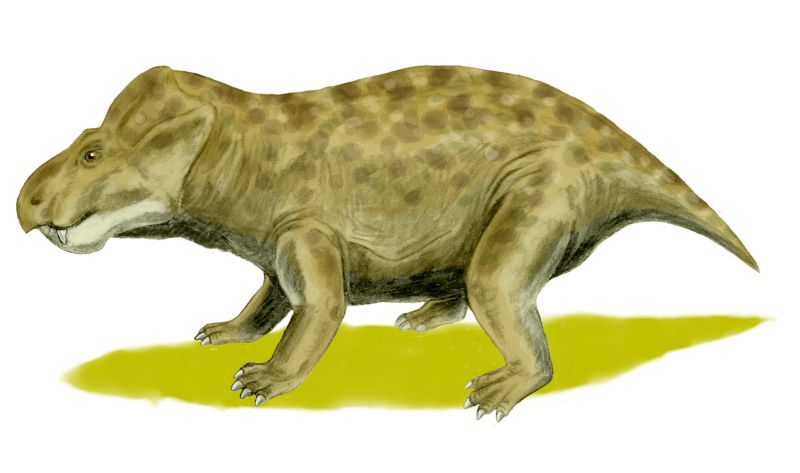
重建圖1

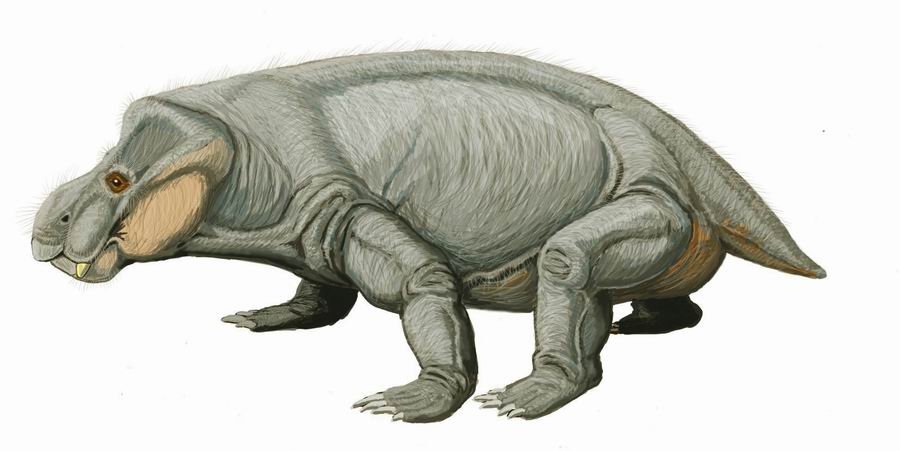
重建圖2

肯氏獸身長大約3公尺長，大小跟牛差不多大。這種二齒獸類是適應良好的草食性動物；牠們擁有強力的嘴部還有強壯的下頜肌肉，可切碎植物。雖然牠們的頭部很大，但因為眼窩與鼻腔的尺寸關係，重量很輕。牠們的結實肩帶、骨盤可協助支撐身體。
肯氏獸已有不同的命名種，分別在南非、阿根廷、印度、中國等地發現。如同這時期的其他動物，肯氏獸是廣佈全世界的動物。